# Паладијум
Паладијум (Pd, лат. palladium) метал је VIIIB групе и атомским бројем 46. Он је ретки, блистави сребрено-бели метал, којег је 1803. открио Вилијам Хајд Воластон. Добио је име по астероиду Паласу, а који је и сам добио назив по епитету грчке богиње Атине, када је она убила Паладу, Тритонову кћерку. Паладијум, платина, родијум, рутенијум, иридијум и осмијум чине групу елемената која се назива платинска група метала. Они имају доста сличне хемијске особине, а паладијум има најнижу тачку топљења и најмању густину међу њима.
Више од половине производње паладијума и његовог конгенера платине користи се за каталитичке конвертере за возила, где се преко 90% штетних гасова из аутомобилских ауспуха (угљоводоника, угљен моноксида и азот диоксида) претвара у мање штетне супстанце (азот, угљен диоксид и водену пару). Паладијум се такође користи и у електроници, зубној медицини и медицини уопште, пречишћавању водоника, хемијским апликацијама, пречишћавању површинских вода те за израду накита. Паладијум игра кључну улогу у технологији горивих ћелија, где се комбинацијом водоника и кисеоника производе електрична енергија, топлота и вода.
Депозити руда паладијума и других метала из платинске групе су ретки, а најобилатији депозити пронађени су у појасу норита у Бушвелд комплексу, који се покрива Трансвалски базен у Јужноафричкој Републици, те у комплексу Стилвотер у Монтани у САЂу, у дистрикту Тандер Беј у Онтарију у Канади и комплексу Норилск у Русији. Осим тога, један од важних извора паладијума и рециклирање, већином из расходованих каталитичких конвертора. Бројне апликације и ограничени извори паладијума узрок су да је овај метал има велики значај међу берзанским инвеститорима.

## Историја
Вилијам Хајд Воластон је забележио откриће новог племенитог метала у јулу 1802. у свом лабораторијском дневнику те му у аугусту исте године дао име паладијум. Воластон је пречистио довољно материјала и, без објаве свог открића, понудио је тај материјал малој продавници у кварту Сохо у априлу 1803. Након бурних критика да се заправо ради о легури платине и живе, од стране хемичара Ричарда Ченевикса, Воластон је анонимно понудио награду од 20 фунти за 20 грејна (око 1,296 грама) синтетичке паладијумске легуре. Ричард Ченевикс је 1803. добио Коплијеву медаљу након што је објавио своје експерименте о паладијуму. Воластон је при објави свог открића елемента родијума 1804. споменуо и свој рад о паладијуму. Да је он открио паладијум, објавио је у публикацији 1805. године.
Воластон је дао име овом елементу 1802. по астероиду Паласу, који је откривен два месеца раније. Воластон је паладијум издвојио из сирове руде платине пореклом из Јужне Америке, тако што је руду растворио у царској води (златотопки), раствор је неутрализовао натријум хидроксидом, те је платину исталожио као амонијум хлороплатинат са амонијум хлоридом. Затим је додао жива цијанид, те је настало једињење паладијум(II) цијанид, који је даље загрејавао да би се издвојио метални паладијум. Једно време паладијум хлорид је био прописиван као третман за туберкулозу у дозама од по 0,065 g дневно (отприлике 1 mg po килограму телесне тежине). Овај третман имао је многе негативне пратеће ефекте, те је касније замењен много ефективнијим лековима.
Све до 2000. руска понуда паладијума на светском тржишту непрестано је била одгађана и прекидана, јер у то време из политичких разлога није била одобрена извозна квота. Уследила је паника на тржишту која је подигла цене паладијума на рекордни ниво од 1.100 УС$ по унци у јануару 2001. Отприлике у исто време, америчка аутомобилска компанија Форд, плашећи се да би производња аутомобила била угрожена због могућег недостатка паладијума на тржишту, ускладиштила је велике количине метала купљене у време када је цена била највиша. Међутим, када су цене пале у пролеће 2001. Форд је изгубио готово 1 милијарду долара. Светска потражња за паладијумом повећала се од 100 тона у 1990. до готово 300 тона у 2000. години. Светска производња паладијума из рудника била је 222 тоне у 2006. према подацима Америчког геолошког завода. Већина паладијума је потрошена за катализаторе у аутомобилској индустрији. Тренутно постоји забринутост око континуитета понуде паладијума због руских војних маневара у Украјини, делимично и као санкције које могу спутати извоз руског паладијума. Било каква ограничења у погледу извоза овог метала из Русије могла би погоршати ионако лоша очекивања у вези великог дефицита паладијума на тржишту.

## Особине
Паладијум припада 10. групи елемената у периодном систему, али има веома неуобичајену конфигурацију својих спољних електронских љуски у односу на друге чланове 10. групе (види ниобијум (41), рутенијум (44) и родијум (45)), јер има мање попуњених електронских љуски од елемената који му директно претходе (феномен који је јединствен за паладијум). По томе, његова валентна љуска има 18 електрона, десет више од валентних љусака племенитих гасова од неона и даље, који имају осам.
|     | Елемент      | бр. електрона по љусци                   |
| --- | ------------ | ---------------------------------------- |
| 28  | никл         | 2, 8, 16, 2 (or 2, 8, 17, 1)             |
| 46  | паладијум    | 2, 8, 18, 18                             |
| 78  | платина      | 2, 8, 18, 32, 17, 1                      |
| 110 | дармштатијум | 2, 8, 18, 32, 32, 16, 2 (претпостављено) |

Паладијум је меки сребрено-сјајни метал који доста наликује платини. Он има најмању густину и најнижу тачку топљења међу свим металима платинске групе. Доста је дуктилан када се жари, а када се хладно обрађује повећава му се тврдоћа и чврстоћа. Полако се раствара у концентрованој азотној киселини, у врућој концентрованој сумпорној киселини, а када се фино иситни, и у хлороводоничној. Његова уобичајена оксидациона стања су 0, +1, +2 и +4. До данас познат је релативно мали број једињења паладијума који без сумње имају оксидационо стање +3, мада су таква једињења претпостављена као интермедијери у многим куплованим реакција где се паладијум користи као катализатор. У 2002. први пут је објављено откриће једињења са паладијумом(VI).

### Изотопи
Паладијум се у природи састоји од седам изотопа, међу којима је шест стабилних. Најстабилнији радиоизотоп је 107 који има време полураспада од 6,5 милиона година (у саставу природног паладијума), следи 103 са временом полураспада од 17 дана те 100 који има време полураспада од 3,63 дана. Описано је и пронађено 18 других радиоизотопа са атомским масама које се крећу од 90,94948(64)  (91Pd) до 122,93426(64) у (123). Већина ових изотопа има времена полураспада краћа од 30 минута, осим 101Pd (време полураспада: 8,47 h) i 112Pd (21 сат).
За изотопе са вредностима атомских маса мањим од масе најраспрострањенијег стабилног изотопа 106Pd, основни начин распада је електронски захват а примарни производ распада је родијум. Основни начин распада за оне изотопе Pd који имају атомску масу вишу од 106 јесте бета распад, а основни производ код таквог распада је сребро. Радиогенско 107Ag је производ распада 107Pd а први пут је откривено 1978. у метеориту који је пао 1976. код Санта Кларе, Дуранго, Мексико. Утврђено је да се коалесценција и диференцијација малих планета са жељезним језгром десила 10 милиона година након нуклеосинтетског догађаја. Корелација изотопа 107Pd и сребра уочена у небеским телима који су истопљена након настанка Сунчевог система, мора рефлектовати присуство краткоживећих нуклида у раном Сунчевом систему.